# Kontra-Alt
| Stimmlagen für Chorsänger | Stimmlagen für Chorsänger |
| Frauenstimmen             | Männerstimmen             |
| ------------------------- | ------------------------- |
| Sopran (S)                | Tenor (T)                 |
| Mezzosopran               | Bariton                   |
| Alt (A)                   | Bass (B)                  |

Der deutsche Begriff Kontra-Alt (älter auch Contraalt und Contralt), auch tiefer Alt genannt, bezeichnet eine sehr tiefe weibliche Stimmlage im Bereich zwischen Alt und Tenor.
Sonia Prina, die insbesondere frühere Kastratenpartien in der Oper singt, wird als Kontra-Altistin bezeichnet, ebenso Nathalie Stutzmann oder Zarah Leander.
Es gibt diese Stimmlage auch als Kontraaltklarinette.